# Raúl Vilches
Pour les articles homonymes, voir Vilches (homonymie).
Raúl Vilches (né le 2 octobre 1954 et mort le 13 janvier 2022) est un joueur de volley-ball cubain. Il participe aux Jeux olympiques d'été de 1976 et aux Jeux olympiques d'été de 1980. Lors de ses premiers Jeux olympiques, il remporte la médaille de bronze en jouant l'intégralité des six matchs de la compétition. En 1980, il finit à la septième place du tournoi.

## Palmarès

### Jeux olympiques
- Jeux olympiques de 1976 à Montréal,  Canada
  -  Médaille de bronze.